# یاکتوروو-کولونگا
یاکتوروو-کولونگا (به لاتین: Jaktorów-Kolonia) یک روستا در لهستان است که در گمینا یاکتوروو واقع شده‌است. یاکتوروو-کولونگا ۶۰۰ نفر جمعیت دارد.